# Dominikia rostrifrons
Dominikia rostrifrons là một loài bọ cánh cứng trong họ Bostrichidae. Loài này được Lesne miêu tả khoa học năm 1923.